# 馬蒂亞斯·費雪
馬蒂亞斯·費雪（德語：Mathias Fischer，1971年7月30日—）為波蘭裔德國籃球教練與前男子籃球運動員，現擔任台灣職業籃球大聯盟高雄全家海神總教練。

## 教練生涯
2018年10月22日，澳門黑熊宣布費雪擔任助理教練。
2022年6月3日，費雪與B聯賽神戶鸛鳥合約到期，前往大阪七福神擔任總教練。
2024年7月10日，高雄全家海神宣布由費雪擔任總教練。
2025年7月24日，高雄全家海神宣布與總教練費雪完成續約。

### TPBL
| 年度      | 球隊         | 已賽 | 勝場 | 敗場 | 勝率 | 名次 | 備註                    |
| --------- | ------------ | ---- | ---- | ---- | ---- | ---- | ----------------------- |
| 2024–2025 | 高雄全家海神 | 36   | 19   | 17   | .528 | 三   | 總冠軍賽3：4 敗新北國王 |

## 外部連結
- {{Facebook}}模板缺少ID且不存在於維基數據中。
- 馬蒂亞斯·費雪的Instagram帳戶
- 馬蒂亞斯·費雪的X（前Twitter）
- 馬蒂亞斯·費雪的LinkedIn專頁
- 馬蒂亞斯·費雪在fiba.basketball（英语）
- 馬蒂亞斯·費雪在Eurobasket.com（教練）（英语）